# Плезиосаурус
Плезиосаурус је живео у океанима пре 150 милиона година. Његова 4 уда личила су на крила којима је „летео“ у води. Оштрим зубима убијао је мање водене животиње. Плезиосауруси су припадају групи изумрлих месождера, морских гмизаваца. Они су се са ихтиосаурусима (Ichthyosaurus) који су обликом подсећали на плискавице и другим морским гмизавцима, називају „морским змајевима“ који су живели пре 210 до 265 милиона година. За разлику од њих диносауруси су владали копном.

## Опис

### Лобања и зуби
У поређењу са другим plesiosaur родовима, Plesiosaurus је имао малу главу. Лобања је уска и дугачка, са највећом ширином иза очију (посторбитални размак). Предња порција је троугласта. Гледано с бочне стране, лобања досеже највишу тачку у задњем делу покровне плоче. Спољашње ноздрве надвишавају унутрашнје отворе. Оне се не налазе на врху њушке, него више назад, ближе очима од врха лобање. За разлику од ноздрва код Rhomaleosaurus, оне нису прилагођене за подводни њух. Орбите (очни отвори) су приближно округли и налазе се у близини половине дужине лобање, на странама лобање.
Две стране доње вилице су спојене у облику слова „V“ под углом од око 45°. Специјализовани регион где се оне састају, симфисис, је снажан. Две стране су спојене у симфосису, што му даје зашиљени облик сличан плиткој кашики.

## Размножавање
Ништа се не зна о размножавању плезиосауруса. Фосилни остаци су пронађени у месту Холцмаден у Виртембургу, али такође и на неким британским налазиштима. Фосили су пронађени у старим слојевима стари 200 милиона година из доње јуре.